# Stora Hjälmesjö
Stora Hjälmesjö är en sjö i Gislaveds kommun i Småland och ingår i Nissans huvudavrinningsområde. Sjön har en area på 0,0887 kvadratkilometer och ligger 173 meter över havet.

## Delavrinningsområde
Stora Hjälmesjö ingår i det delavrinningsområde (637571-137070) som SMHI kallar för Mynnar i Norra Gussjö. Medelhöjden är 186 meter över havet och ytan är 27,03 kvadratkilometer. Räknas de 2 delavrinningsområdena uppströms in blir den ackumulerade arean 111,67 kvadratkilometer. Västerån som avvattnar avrinningsområdet har biflödesordning 2, vilket innebär att vattnet flödar genom totalt 2 vattendrag innan det når havet efter 144 kilometer. Delavrinningsområdet består mestadels av skog (73 %) och sankmarker (16 %). Avrinningsområdet har 0,58 kvadratkilometer vattenytor vilket ger det en sjöprocent på 2,1 %.